# Neuro-economie
Neuro-economie is een wetenschap die neurowetenschap, economie en psychologie combineert om de manier waarop mensen een keuze maken te bestuderen. De wetenschap kijkt naar de rol van de hersenen bij het afwegen van beslissingen, inschatten van risico’s en interactie met anderen.
De term wordt soms ook gebruikt om te refereren aan neuromarketing.

## Neuro-economie & neurowetenschap
Neurowetenschap houdt zich bezig met de studie van het zenuwstelsel, met daarbinnen onder andere aandacht voor zintuigen, bewegingen en interne regulaties. Neuro-economie richt zich op persoonlijke keuzes en beslissingen, en kijkt hoe het zenuwstelsel hierbij betrokken is.

## Neuro-economie & economie
Economie richt zich op het bestuderen van de keuzes en beslissingen die mensen maken. Subtakken zijn macro-economie en micro-economie. Neuro-economie bestudeert de mentale veranderingen bij het maken van deze keuzes, en kijkt of deze veranderingen de keuzes die iemand maakt veroorzaken.

## Neuro-economie & psychologie
Psychologie is een studie die zich bezighoudt met gedachten en perceptie, zoals taal, cognitie, geheugen, sociale psychologie en abnormale psychologie. Neuro-economie werkt met psychologie samen om de gedachte achter iemands keuzes te onderzoeken, en de cognitie die optreedt indien iemand de mogelijke opties begrijpt en hier een keuze tussen maakt.
Neuro-economie lijkt te bevestigen dat emoties een belangrijke factor zijn bij het maken van economische keuzes.

## Experimenten
In een doorsnee economisch experiment wordt een testpersoon gevraagd een reeks economische beslissingen te nemen. De onderzoekers meten hierbij verschillende variabelen om te bepalen wat er gaande is in het brein van de testpersoon als hij/zij de beslissingen neemt. Hiermee worden modellen opgesteld waarmee mogelijk toekomstige keuzes voorspeld kunnen worden.
Neuro-economie breidt dit onderzoek verderuit door ook het zenuwstelsel te analyseren. In een neuro-economisch experiment worden volledige hersenscans gemaakt met functionele MRI of PET om de rollen van de verschillende onderdelen van de hersenen te onderzoeken in hun mate van bijdrage aan de economische keuzes. Andere experimenten meten ERP's (event-related potentials) en produceren een MEG (magnetoencefalogram).
De meest complexe experimenten maken gebruik van directe metingen van de zenuwcellen.

## Kritiek
Neuro-economie is onderheven aan vormen van kritiek. Zo wordt beweerd dat de methodologie van neuro-economie antwoord geeft op irrelevante vragen.

## Publicaties
- Journal of Neuroscience, Psychology, and Economics - A new journal in the field
- A list of publications on neuroeconomics
- Annual NeuroPsychoEconomics Conference
- NeuroPsychoEconomics - Das deutsche Neuroökonomie-Journal
- Conference on Neuroeconomics